# Lissodendoryx lindgreni
Lissodendoryx lindgreni är en svampdjursart som först beskrevs av de Laubenfels 1939.  Lissodendoryx lindgreni ingår i släktet Lissodendoryx och familjen Coelosphaeridae. Inga underarter finns listade i Catalogue of Life.